# Pantisarthrus luridus
Pantisarthrus luridus är en stekelart som beskrevs av Förster 1871. Pantisarthrus luridus ingår i släktet Pantisarthrus och familjen brokparasitsteklar. Arten är reproducerande i Sverige. Inga underarter finns listade i Catalogue of Life.